# Styrian Panthers 1985-1986
Questa voce raccoglie le informazioni riguardanti gli Styrian Panthers nelle competizioni ufficiali della stagione 1985-86.

## Austrian Football League 1985-1986

### Stagione regolare
| Vienna 2 novembre 1985 | Vienna Vikings | 82 – 6 | Styrian Panthers |  |

| 1985-1986 | Styrian Panthers | ? – ? | Vienna Vikings |  |

| 1985-1986 | Graz Giants | v – p | Styrian Panthers |  |

| 1985-1986 | Styrian Panthers | p – v | Graz Giants |  |

| 1985-1986 | Klagenfurt Jets | ? – ? | Styrian Panthers |  |

| 1985-1986 | Styrian Panthers | ? – ? | Klagenfurt Jets |  |

| 1985-1986 | Styrian Panthers | ? – ? | Vienna Ramblocks |  |

| 1985-1986 | Vienna Ramblocks | ? – ? | Styrian Panthers |  |

## Statistiche di squadra
| Competizione      | %Vittorie | In casa | In casa | In casa | In casa | In casa | In casa | In trasferta | In trasferta | In trasferta | In trasferta | In trasferta | In trasferta | Totale | Totale | Totale | Totale | Totale | Totale |
| Competizione      | %Vittorie | G       | V       | N       | P       | Pf      | Ps      | G            | V            | N            | P            | Pf           | Ps           | G      | V      | N      | P      | Pf     | Ps     |
| ----------------- | --------- | ------- | ------- | ------- | ------- | ------- | ------- | ------------ | ------------ | ------------ | ------------ | ------------ | ------------ | ------ | ------ | ------ | ------ | ------ | ------ |
| Stagione regolare | .000      | 4       | 0+?     | 0+?     | 1+?     | ?       | ?       | 4            | 0+?          | 0+?          | 2+?          | 6+?          | 82+?         | 8      | 0+?    | 0+?    | 3+?    | 6+?    | 82+?   |
| Totale            | .000      | 4       | 0+?     | 0+?     | 1+?     | ?       | ?       | 4            | 0+?          | 0+?          | 2+?          | 6+?          | 82+?         | 8      | 0+?    | 0+?    | 3+?    | 6+?    | 82+?   |